# Blythe (rzeka w Anglii)
Blythe (ang. River Blythe) – rzeka w środkowej Anglii, w hrabstwach Warwickshire i West Midlands, dopływ rzeki Tame.
Źródło rzeki znajduje się w Earlswood, gdzie wypływa ona ze sztucznych jezior Earlswood Lakes, zasilanych wodami kilku strumieni. Początkowo rzeka płynie w kierunku północno-wschodnim, przepływając przez Cheswick Green i Solihull. Na kilkukilometrowym odcinku kieruje się na południowy wschód, ostatecznie zmienia kierunek na północny, który utrzymuje w środkowym i dolnym biegu. Rzeka płynie wzdłuż wschodnich obrzeży Birmingham, w pobliżu miejscowości Hampton in Arden i Coleshill. Do Tame uchodzi nieopodal osady Blyth End.